# Jack Ketchum
Jack Ketchum, pseudonimo di Dallas Mayr (Livingston, 10 novembre 1946 – New York, 24 gennaio 2018), è stato uno scrittore horror statunitense.
È cresciuto nella periferia di Livingston, nel New Jersey, e si è diplomato alla Livingston High School nel 1964.
Ketchum è stato elogiato da icone letterarie come Stephen King, così come è stato condannato da un Village Voice molto critico nei suoi confronti, che ha respinto il suo lavoro tacciandolo di contenere pornografia violenta. Mayr è stato anche attore, insegnante, agente letterario e venditore di legname. Durante l'infanzia ammira Elvis Presley, ama i dinosauri e l'horror, passione che lo accompagnerà sempre, oltre a essere il campo letterario in cui si è maggiormente cimentato.
Il suo romanzo d'esordio nel 1981, Off Season, ha gettato le basi per una serie di romanzi e racconti dove il protagonista assoluto è l'uomo, una creatura sorprendentemente ambigua che si dimostra essere la bestia più temuta.
Molto spesso i racconti di Ketchum si basano su fatti realmente accaduti: in particolare, il suo romanzo The Girl Next Door è ispirato dal delitto del 1965 di Sylvia Likens, nell'Indiana.
Nel corso degli anni, Ketchum ha ricevuto numerosi premi Bram Stoker per opere come The Box, Closing Time,la raccolta di racconti Peaceable Kingdom e per il suo racconto Gone (che è stato pubblicato per la prima volta in October Dreams: A Celebration of Halloween, un'antologia dell'horror a cura di Richard Chizmar e Robert Morrish). Molte delle sue opere sono diventate dei film, tra cui The Lost ed il controverso The Girl Next Door.
Tuttavia, il lancio nel mercato cinematografico più importante per Jack Ketchum in campo internazionale è stata l'uscita da parte della Magnolia Pictures del film Red nel 2008. Dopo le favorevoli recensioni del Sundance Film Festival il film ha riscosso approvazione fra la critica statunitense e continuato a riscuotere successo a livello internazionale con le successive traduzioni del romanzo in varie lingue.
L'ultimo adattamento cinematografico basato su un famoso romanzo di Ketchum è The Woman, presentato al Sundance Film Festival nel gennaio 2011.
Ketchum ha partecipato alla realizzazione del film con il regista Lucky McKee, dando un proprio contributo creativo ed artistico al film.
The Woman, a causa dei contenuti e temi molto forti, ha suscitato alcune polemiche: i personaggi e i loro costumi estremi sono elementi caratterizzanti dei romanzi di Ketchum; fedelmente, il film non censura e ricalca fedelmente i tratti horror e controversi dei libri dello scrittore statunitense.

## Opere
- Off Season (1980) - edizione rivisitata (1999)
- Hide And Seek (1984)
- Cover (1987)
- La ragazza della porta accanto (Gargoyle, 2009)
- She Wakes (1989)
- Offspring. Progenie cannibale (Offspring, 1991) - Romanzo (Cut-up publishing, 2018)
- In viaggio con l'assassino (Sperling Paperback, 1998)
- Stranglehold (aka Only Child) (1995)
- Ladies' Night (1997)
- All'uscita della Toledo Blade Boulevard - Racconto (2007)
- Right To Life and 2 Stories (1998)
- Father And Son (1999)
- Broken on the Wheel of Sex (1999)
- The Lost (2001)
- Station Two (2001)
- Red (Mondolibri, 2009)
- Peaceable Kingdom - Antologia (2003)
- Sleep Disorder (2003)
- Honor System (2003)
- Sentieri di sangue (The Crossings, 2004) - Novella (Independent Legions, 2016)
- Weed Species - Racconto (2006)
- Closing Time and Other Stories (2007)
- Old Flames (2008)
- Triage - Antologia (2008)
- The Western Dead (2008)
- Book of Souls - Saggio (2008)
- The Woman (2010)
- Sixty-Five Stirrup Iron Road (2013)
- I'm Not Sam (2012)
- A Little Emerald Book of Ephemera (2015)

## Adattamenti
- The Lost è stato adattato per il cinema nel 2006 dal regista Chris Sivertson.
- La ragazza della porta accanto è stato adattato per il cinema nel 2007 nell'omonimo film dal regista Gregory Wilson.
- Red è stato adattato per il cinema nel 2008 dai registi Lucky McKee e Trygve Allister Diesen.
- Offspring è stato adattato per il cinema dal regista Andrew van den Houten e pubblicato direct-to-video nel mese di ottobre nel 2009; successivamente è uscito Offspring: The woman nel 2010 per mano di Lucky McKee. Il film è stato accettato anche al Sundance Film Festival

## Riferimenti
- Discorso di Stephen King all'accettazione del National Book Award (2003) http://www.nationalbook.org/nbaacceptspeech_sking.html
- Stephen King scrive "Jack Ketchum è al pari di Clive Barker (Hellraiser), James Ellroy (L.A. Confidential) e Thomas Harris (Il silenzio degli innocenti)" e che è "l'unico scrittore nel panorama odierno che sta lavorando ad opere di narrativa più importanti è Cormac McCarthy (Non è un paese per vecchi)."